# Baszta w Kazimierzy Wielkiej
Baszta w Kazimierzy Wielkiej (dawniej: Okrąglak) – budynek użyteczności publicznej zlokalizowany na Rynku w Kazimierzy Wielkiej (województwo świętokrzyskie). Z uwagi na charakterystyczny wygląd stanowi symbol miasta.
Obiekt zaprojektowany został najprawdopodobniej przez Tadeusza Stryjeńskiego, autora większości zabudowań cukrowni „Łubna” w Kazimierzy Wielkiej, w tym budynku głównego i osiedla robotniczego. Obiekt nie miał żadnego znaczenia militarnego – został wzniesiony w 1888 jako gazownia dla cukrowni. Potem przebudowano go na mieszkania pracownicze, a jeszcze później na biura. Obecnie (po remoncie z 2006) stanowi siedzibę Muzeum Ziemi Kazimierskiej z ekspozycją sprzętów domowego użytku, jak również fotografii miasta i okolic. Na szczycie mieści się taras widokowy, z panoramą miejscowości i jej otoczenia.